# Цигла
Цигла (інша назва — Либохорка) — річка в Україні, у межах Сколівського району Львівської області. Права притока Опору (басейн Дністра).

## Опис
Довжина річки 11 км, площа басейну 47,8 км². Річка типово гірська. Долина вузька, заплава часто одностороння або відсутня. Річище слабозвивисте, з кам'янистим дном і численними перекатами та порогами. Характерні паводки після сильних дощів чи під час відлиги.

## Розташування
Цигла бере початок на схід від села Либохори, на південно-західних схилах гори Маґури. Тече між горами Сколівських Бескидів переважно на північний захід (місцями на захід). Впадає до Опору в селі Тухлі.
Притоки Цигли — гірські потічки, зокрема Дашковець, Зворець, Звір, Солотвина (праві); Багінське, Багникувате, Драгунець (ліві).
Над річкою розташоване село Либохора та частина села Тухлі.